# Kiso-Gebirge

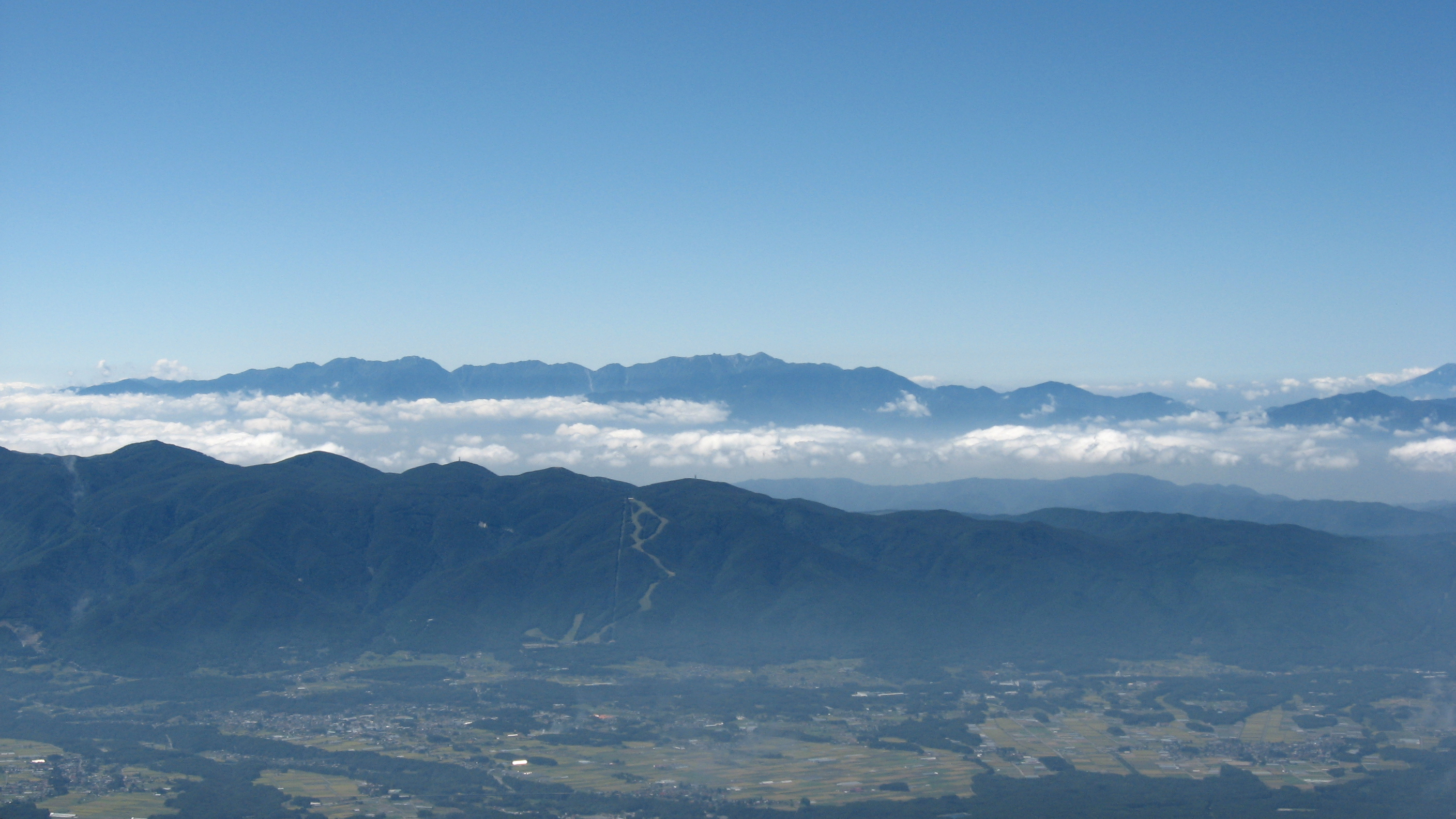
Kiso-Gebirge

Das Kiso-Gebirge (jap. 木曽山脈, Kiso-sanmyaku), auch japanische „Zentralalpen“ (中央アルプス, Chūō Arupusu für engl. Alps) genannt, ist ein Gebirgszug in der Präfektur Nagano in  Japan. Zusammen mit dem Hida-Gebirge (Nordalpen) und dem Akaishi-Gebirge (Südalpen) bildet es die Japanischen Alpen. Der Gebirgszug liegt zwischen den Flüssen Kiso im Westen und Tenryū im Osten, die beide in den Pazifischen Ozean fließen. Der Gebirgszug ist aus Granit aufgebaut.

## Berge
| Bild | Berg              | Höhe (m) | Kommentar                          |
| ---- | ----------------- | -------- | ---------------------------------- |
|      | Kyōgatake         | 2296 m   |                                    |
|      | Kiso-Komagatake   | 2956 m   | der höchste Berg des Kiso-Gebirges |
|      | Hōken-dake        | 2931 m   | Senjōjiki-Kar                      |
|      | Sannosawa-dake    | 2846 m   |                                    |
|      | Utsugi-dake       | 2864 m   |                                    |
|      | Minami-Komagatake | 2841 m   |                                    |
|      | Kosumo-yama       | 2613 m   |                                    |
|      | Anbeiji-yama      | 2363 m   |                                    |
|      | Ena               | 2191 m   |                                    |